# Bridferto di Ramsey
Bridferto di Ramsey, conosciuto anche come Byrhtferth (970 circa – 1020 circa), è stato un monaco cristiano residente presso l'abbazia britannica di Ramsey, nell'Huntingdonshire. Autore di diverse opere computazionali, agiografiche e storiche, Bridferto ha avuto un profondo impatto sulla vita intellettuale dell'ultima fase del periodo anglosassone dell'Inghilterra.
Bridferto, conosciuto soprattutto per il testo scientifico da lui scritto intitolato Enchiridion, è stato senza dubbio uno dei principali uomini di scienza del suo periodo, ed anche per questo gli sono state attribuite diverse opere forse non realmente scritte da lui.

## Biografia
Non ci sono giunte notizie sulla vita di Bridferto da parte di suoi biografi contemporanei e le uniche informazioni che abbiamo al riguardo provengono da due sue opere: il già citato Enchiridion e l'Epilogus.
Bridferto è stato allievo di Abbone di Fleury, il quale era stato invitato all'abbazia di Ramsey da Osvaldo di Worcester perché lo affiancasse negli insegnamenti. Abbone si trattenne nell'abbazia durante il periodo 985-987 e poté qui esercitare la sua influenza su Bridferto, alimentandone la passione nello studio della storia, della logica, dell'astronomia e delle scienze matematiche.

## Opere

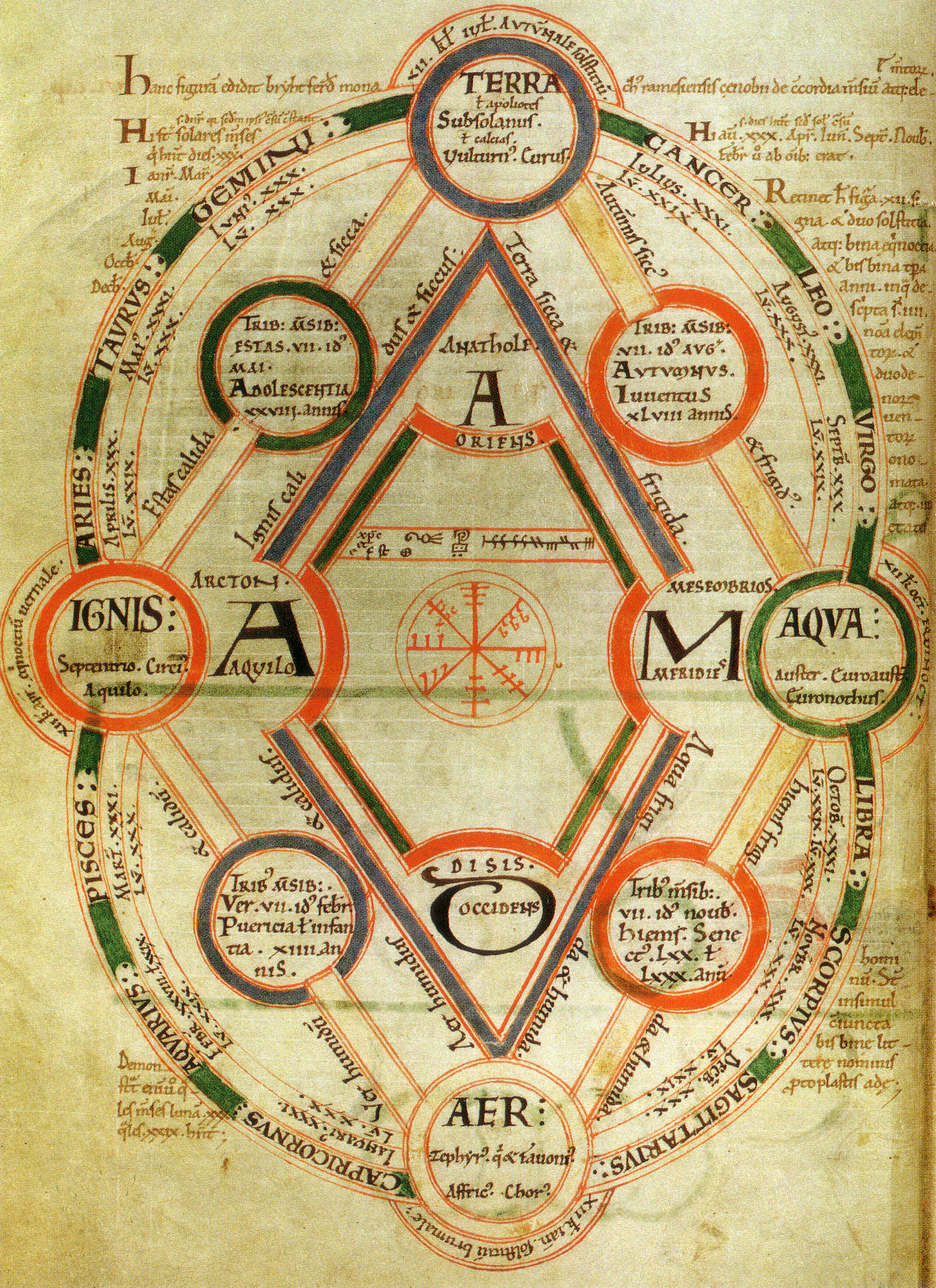
Rappresentazione dei misteri dell'universo contenuta nellEnchiridion di Bridferto: nel diagramma sono rappresentati i punti cardinali, i quattro elementi, le quattro stagioni, le età della vita e i segni dello zodiaco.

La firma di Bridferto appare solamente su due opere inedite, l'Enchiridion, scritta in latino e in inglese antico, e l'Epilogus, scritta in latino.
È noto che egli, attorno al 990, compilò una cronaca della storia del Regno di Northumbria contenente anche l'agiografia dei principi del Kent Etelberto ed Etelredo, che attorno all'anno 1000 scrisse in latino una biografia di Osvaldo di Worcester, la Vita Oswaldi, e che nel 1016 scrisse una biografia di sant'Egwin di Evesham. Inoltre sono a lui attribuite le prime parti della Historia regum scritta da Simeone di Durham e ciò in base alla somiglianza tra lo stile di Simeone e quello di Bridferto.
L'ultima delle opere di Bridferto è un frammento non autografo di un manoscritto in inglese antico relativo al calcolo della Pasqua e conosciuto come BL Cotton Caligula A.xv, fols. MS 142v-143r. Tale attribuzione è stata fatta sulla base della somiglianza stilistica tra questo manoscritto e l'Enchiridion.
Bridferto è ritenuto inoltre essere l'autore di due commentari in latino alle opere di Beda il Venerabile De rerum natura e De temporum ratione (attribuiti a lui per la prima volta da John Herwagen) e dell'opera Vita S. Dunstani firmata "B" (attribuita a lui per la prima volta da Jean Mabillon). Tuttavia, diversi ricercatori hanno sollevato dubbi circa l'attribuzione della paternità di tali opere a Bridferto, sostenendo invece che esse siano il risultato della fusione di materiali di diversi scrittori risalenti al nono e al decimo secolo. Tale teoria è stata avanzata dopo aver osservato lo stile diretto e senza fronzoli di questi scritti e averlo messo a confronto con quello delle due uniche opere sicuramente attribuibili a Bridferto, i già citati Enchiridion ed Epilogus.

### Epilogus
Il manoscritto St John's College, Oxford MS 17 contiene diverse opere computazionali di Beda il Venerabile e di Elperico di Auxerre e anche un computo che include l'Epilogus di Bridferto. Il monaco ha qui disegnato anche un diagramma a piena pagina rappresentante l'armonia dell'universo, suggerendo una corrispondenza tra gli aspetti cosmologici, numerologici e fisiologici del mondo. Nello stesso manoscritto sono presenti altre sezioni che possono essere attribuite a Bridferto, ma di nessuna di esse la paternità può essere stabilità con assoluta certezza. Va inoltre detto che egli avrebbe potuto scrivere tali parti sulla base di opere lasciate da Abbone di Fleury all'abbazia di Ramsey dopo la sua dipartita.

### Enchiridion
Il manoscritto Bodl. Ashmole MS 328 contiene l'Enchiridion, opera di Bridferto scritta sia in latino che in inglese antico e la cui più vasta parte è costituita da un calcolo del tutto simile a quello contenuto nell'Epilogus. L'opera riguarda la credenza secondo cui l'ordinamento divino dell'universo può essere capito attraverso lo studio dei numeri e proprio per questo essa risulta essere di grande importanza per lo studio del simbolismo numerologico medievale. L'Enchiridion contiene inoltre trattati su argomenti retorici e grammaticali, una tabella di pesi e misure e tre piccoli trattati teologici sull'età del mondo, sulla sconfitta di Satana e sugli otto vizi capitali.

## Critica
Lo studioso di letteratura latina medievale Michael Lapidge, che ha curato diversi testi di Bridferto, ha espresso un giudizio piuttosto severo circa lo stile del monaco, definendolo pedante e con un debole per l'ostentazione. Secondo Lapidge, inoltre, Bridferto è stato in grado di imitare la verbosità delle frasi di Aldelmo di Malmesbury ma non la loro chiarezza.